# 仁和县
仁和县是中国浙江省杭州地区历史上的一个旧县名。县境在城墙内大致在艮山门、钱塘门、井亭桥、武林门之间组成一个方形区域，为今杭州市中心北部。其城墙外的县境广大，与杭州府海宁县、绍兴府萧山县、嘉兴府石门县以及湖州府德清县接壤。為明、清杭州首縣。
五代时，吴越国建都杭州，于922年（后梁龙德二年、吴越天宝十五年）拆钱塘县、盐官县各半，以及富春县的长寿、安吉2乡，设置钱江县，与钱塘县同城而治。979年（北宋太平兴国四年），钱江县改称仁和县，与钱塘县同为杭州首县。仁和县设临平、汤村（今乔司）、范浦（体育场路东段及环城北路艮山门一带）、江涨桥4镇9乡（《元丰九域志》）。
南宋时，再次建都杭州，仁和县与钱塘县同为临安府首县。仁和县城内城内隶6厢（左三厢、右二厢、右三厢、右四厢、城南左厢、城东厢）、37坊（钦善、甘泉、清风等）；郭外分11乡（芳林乡、太平乡、临江乡等）、44里（南城、北城、芳林等）（《淳祐临安志》、《咸淳临安志》）。
按清代康熙《仁和县志》，虽然仁和县与钱塘县接壤交错，其赋税远高于钱塘县。
元朝、明朝、清朝，仁和县仍与钱塘县同为杭州路、杭州府治所。1912年，仁和县与钱塘县合并为杭县。